# Flughafen Cotswold

i7
i11
i13
Der Flughafen Cotswold (englisch Cotswold Airport; IATA-Code: GBA, ICAO-Code: EGBP) ist ein privater Flughafen 8 km südwestlich von Cirencester, nahe Kemble, in der Grafschaft Gloucestershire, England. Er trug bis 2009 den Namen Kemble Airfield.

## Flughafendaten
Der Flughafen hat eine Asphaltpiste mit 1972 m und 43 m Breite und eine Graspiste mit 561 m Länge und 18 m Breite. Er befindet sich auf 133 m Seehöhe. Die Gesamtfläche des Areals beträgt 170 ha.

## Geschichte
Der Flughafen Cotswold wurde im Jahr 1936 als RAF-Stützpunkt gebaut und im Juni 1938 in Betrieb genommen. Im Jahr 1940 zog der Number 4 Service Ferry Pool von Cardif nach Kemble, und Kemble wurde zu einem der Hauptstützpunkte der Royal Air Force Flugzeugbeförderungsbetriebe der Air Transport Auxiliary in diesem Teil der Britischen Inseln. Etwa zur gleichen Zeit war Kemble auch die Heimat der Number 1 der Overseas Aircraft Prepared Unit (OAPU). Zwischen 1966 und 1983 war Kemble die Heimat des Kunstflugteams Red Arrows, das mit Folland Gnats und BAe Hawks flog.
Die Red Arrows zogen 1983 zum Militärflugplatz RAF Scampton. Nach dem Umzug der Red Arrows wurde der Flugplatz von der US Air Force zunächst als Wartungseinrichtung für
Fairchild-Republic A-10 Thunderbolt II-Flugzeuge genutzt, gefolgt von Northrop F-5, McDonnell Douglas F-15 Eagles, Lockheed C-130 Hercules und Boeing KC-135 Stratotankern. Nach dem Kalten Krieg verließ die US-Luftwaffe das Kemble Airfield; es wurde dann an das MoD zurückgegeben. Die britische Armee nutzte den Flugplatz, um überschüssige Fahrzeuge und Ausrüstung zu lagern, wobei die Militärflüge 1993 endeten.
Das Verteidigungsministerium (Ministry of Defense – MoD) verkaufte das Gelände im März 2001 an den örtlichen Geschäftsmann Ronan Harvey, der bis heute Eigentümer des Flugplatzes ist. Der Flugplatz wurde 2009 in Cotswold Airport umbenannt.

## Verschiedenes
Der Flughafen wurde auch für Formel-1-Geradentests genutzt und verfügt über eine der größten Rennstrecken für ferngesteuerte Autos im Vereinigten Königreich.
Es ist auch die operative Basis des Unternehmens Air Salvage International, das Flugzeuge demontiert und recycelt.
Am 26. Oktober 2020 wurde der Flughafen als Konservierungsort für G-CIVB bekannt gegeben, eine Boeing 747-400, die früher von British Airways in einer Retrojet-Bemalung betrieben wurde, die das von BA in den 1970er und 1980er Jahren verwendete Negus & Negus-System darstellt. Es soll als Veranstaltungs-, Konferenzort und Bildungsflugzeugzelle dienen. Dieses Flugzeug wurde für ein Pfund gekauft.